# (3667) Anne-Marie
(3667) Anne-Marie (1981 EF) – planetoida z pasa głównego asteroid okrążająca Słońce w ciągu 5,41 lat w średniej odległości 3,08 au Odkrył ją Edward Bowell 9 marca 1981 roku.